# ماتریچ
ماتریچ (به ایتالیایی: Matrice) یک کومونه در ایتالیا است که در استان کامپوباسو واقع شده‌است.

## خصوصیات
ماتریچ ۲۰٫۴ کیلومترمربع مساحت و ۱٬۰۸۱ نفر جمعیت دارد.